# Ołeksandr Szowkowski

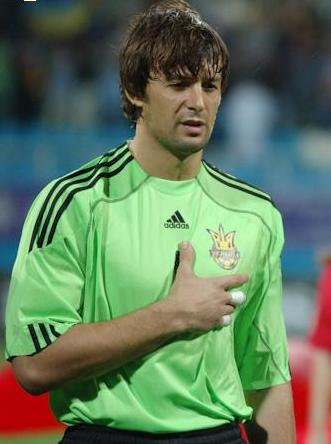
Szowkowski w reprezentacji Ukrainy

Ołeksandr Wołodymyrowycz Szowkowski (ukr. Олександр Володимирович Шовковський, ur. 2 stycznia 1975 w Kijowie) – ukraiński piłkarz, grający na pozycji bramkarza, były reprezentant Ukrainy, trener piłkarski.

## Kariera piłkarska

### Kariera klubowa
Wychowanek DJuSSz Dynama Kijów (od 1983). Pierwszy trener Ołeksandr Czubarow. Następny trener Anatolij Kroszczenko (od 1985) po raz pierwszy postawił Szowkowskiego na bramkę. Bramkarz przez niemal całą karierę związany był z Dynamem Kijów. W grudniu 1992 został włączony do składu Dynama-2 Kijów, a od grudnia 1993, znajdował się w składzie pierwszej drużyny Dynama. Do 2006 sporadycznie grywał w drugim zespole.
6 marca 1994 zadebiutował w Wyszczej lidze w meczu z Kreminiem Krzemieńczuk, zremisowanym 1:1. Z Dynamem święcił największe sukcesy: był dwunastokrotnym mistrzem Ukrainy oraz ośmiokrotnym zdobywcą Pucharu Ukrainy. Również czterokrotnie wywalczył Superpuchar Ukrainy. 10 lipca 1994 zadebiutował w Lidze Mistrzów w meczu z duńskim klubem Silkeborg IF, zremisowanym 0:0. Z kijowskim Dynamem doszedł także do ćwierćfinału Ligi Mistrzów w sezonie 1997/1998 oraz do półfinału w sezonie 1998/1999.
8 lutego 2011 w turnieju Cyprus Cup, w doliczonym czasie gry z Rumunią zastąpił na boisku Andrija Piatowa, przez co stał się najstarszym zawodnikiem w historii ukraińskiej drużyny narodowej – miał 36 lat i 36 dni.
Pierwszy piłkarz, który zaliczył ponad 100 występów dla ukraińskiego zespołu w Pucharze Europy. Według stanu na listopad 2012, był trzecim na liście piłkarzy, którzy rozegrali najwięcej meczów na poziomie pierwszej klasy rozgrywkowej na Ukrainie.
Jeden z czterech bramkarzy w historii piłki nożnej, którzy zagrali 100 i więcej meczów w Lidze Mistrzów (wraz z Ikerem Casillasem, Oliverem Kahnem i Edwinem van der Sarem). W rozgrywkach europejskich pucharów, podczas 33 spotkań zachował czyste konto. Jedyny bramkarz w historii Ligi Mistrzów UEFA, który brał udział w kolejnych 15 sezonach.
W 2014 roku pobił rekord Ołeha Błochina w ilości występów dla Dynama – rozegrał 582 gier w niebiesko-białej koszulce.
30 maja 2015 rozegrał swój 400 mecz w Premier-lidze.
4 czerwca 2015 zagrał swój 600 mecz w barwach Dynama Kijów.
W lidze ukraińskiej rozegrał 443 mecze, w pucharze Ukrainy – 60, w europejskich pucharach – 139 oraz 7 w Superpucharze.
W grudniu 2016 postanowił zakończyć karierę piłkarską.

### Kariera reprezentacyjna
13 listopada 1994 zadebiutował w reprezentacji Ukrainy, w meczu towarzyskim z Estonią, wygranym 3:0. Był uczestnikiem Mistrzostw Świata 2006, gdzie reprezentacja Ukrainy doszła do ćwierćfinału. Na niemieckim mundialu zagrał z numerem 1. W pierwszym meczu Ukraińców na mundialu (z Hiszpanią) puścił 4 gole. Znacznie lepiej poszło mu w kolejnych meczach. W serii rzutów karnych, podczas 1/8 finału – w którym Ukraina grała ze Szwajcarią – obronił dwa rzuty karne i został wybrany najlepszym zawodnikiem tego spotkania. Przeszedł do historii piłkarskich Mistrzostw Świata jako pierwszy bramkarz, który nie przepuścił bramek w serii rzutów karnych.
4 września 2012 roku, ogłosił zakończenie kariery w reprezentacji Ukrainy.
W październiku 2020, będąc trenerem bramkarzy reprezentacji Ukrainy, wznowił karierę na trzy spotkania reprezentacji, ze względu na wykryte zakażenia koronawirusem SARS-CoV-2 u trzech z czterech powołanych bramkarzy.

## Kariera trenerska
3 września 2018 został włączony do kadry trenerskiej reprezentacji Ukrainy. Selekcjoner Andrij Szewczenko poinformował o włączeniu Szowkowskiego do sztabu kadry, powierzając mu funkcję trenera bramkarzy.

## Sukcesy i odznaczenia

### Sukcesy klubowe
- mistrz Ukrainy (12×): 1994, 1995, 1996, 1997, 1998, 1999, 2000, 2001, 2003, 2004, 2007, 2009, 2015, 2016
- wicemistrz Ukrainy (5×): 2002, 2005, 2006, 2008, 2010, 2011, 2012
- zdobywca Pucharu Ukrainy (8×): 1996, 1998, 1999, 2000, 2003, 2005, 2006, 2007, 2014, 2015
- finalista Pucharu Ukrainy (3×): 2002, 2008, 2011
- zdobywca Superpucharu Ukrainy (4×): 2004, 2006, 2007, 2009
- finalista Superpucharu Ukrainy (4×): 2004, 2005, 2008, 2011
- zdobywca Pucharu Pierwogo Kanału: 2008

### Sukcesy reprezentacyjne
- ćwierćfinalista Mistrzostw Świata: 2006

### Sukcesy indywidualne
- najlepszy bramkarz Ukrainy (3×): 1999, 2003 i 2004
- w nominacji „Najlepszy piłkarz Ukrainy” nr 2 (1994) i nr 3 (1999)
- najlepszy piłkarz Ukrainy w sezonie 2004/2005 (według gazety „Komanda”)
- wybrany do listy 33 najlepszych piłkarzy Ukrainy: nr 1 (1997, 1998, 1999, 2003, 2004, 2005, 2006), nr 2 (2000, 2007, 2009)
- członek Klubu Ołeksandra Czyżewskiego: 335 meczów
- członek Klubu Jewhena Rudakowa: 282 mecze „na zero”

### Odznaczenia
- tytuł Mistrza Sportu Ukrainy: 1994
- tytuł Zasłużonego Mistrza Sportu Ukrainy: 2005[6]
- Order „Za zasługi” III klasy: 1999[7]
- Order „Za odwagę” III klasy: 2006[8].